# Quatre pièces pour piano, op. 3 de Prokofiev
Pour les articles homonymes, voir Quatre pièces pour piano.
Les Quatre Pièces opus 3 est un court cycle de pièces pour piano de Serge Prokofiev composé en 1907-08.

## Analyse de l'œuvre
1. Conte
2. Plaisanterie
3. Marche
4. Fantômes